# À félin, félin et demi
Pour plus de détails, voir Fiche technique et Distribution.
À félin, félin et demi (Tree for Two) est un court métrage d'animation américain de la série Merrie Melodies, réalisé par Friz Freleng et produit par la Warner Bros. Cartoons, sorti en 1952. Il met en scène Sylvestre le chat contre Spike le bouledogue et son ami Chester le terrier, un petit chien jaune.